# Bob- und Skeleton-Europameisterschaften 2023
Die Bob- und Skeleton-Europameisterschaften 2023 fanden vom 16. bis 22. Januar 2023 im sächsischen Altenberg auf der Rennschlitten- und Bobbahn Altenberg statt. Die Entscheidungen im Skeleton fanden am Freitag, den 20. Januar statt. Im Bobsport wurden die Medaillen am Samstag und Sonntag vergeben. Alle Wettbewerbe wurden in zwei Durchgängen entschieden und waren Teil des IBSF Weltcup, wobei sie in jeder der sechs Disziplinen das jeweils sechste von acht Rennen waren.

## Zeitplan
| Datum      | Start (MEZ) | Disziplin                       |
| ---------- | ----------- | ------------------------------- |
| 20. Januar | 11:30       | Skeleton Männer – Lauf 1 und 2  |
| 20. Januar | 15:30       | Skeleton Frauen – Lauf 1 und 2  |
| 21. Januar | 10:00       | Monobob Frauen – Lauf 1 und 2   |
| 21. Januar | 14:30       | Zweierbob Männer – Lauf 1 und 2 |
| 22. Januar | 09:15       | Zweierbob Frauen – Lauf 1 und 2 |
| 22. Januar | 14:30       | Viererbob Männer – Lauf 1 und 2 |

## Bob

### Männer

#### Zweierbob
| Rang | Athleten                               | Nation         | Lauf 1  | Lauf 1 | Lauf 2  | Lauf 2 | Gesamt      |
| Rang | Athleten                               | Nation         | Zeit    | Rang   | Zeit    | Rang   | Zeit        |
| ---- | -------------------------------------- | -------------- | ------- | ------ | ------- | ------ | ----------- |
| 1    | Johannes Lochner Erec Bruckert         | Deutschland    | 55,60 s | 3      | 55,90 s | 1      | 1:51,50 min |
| 2    | Michael Vogt Sandro Michel             | Schweiz        | 55,50 s | 1      | 56,05 s | 2      | 1:51,55 min |
| 3    | Francesco Friedrich Alexander Schüller | Deutschland    | 55,53 s | 2      | 56,35 s | 4      | 1:51,88 min |
| 4    | Brad Hall Taylor Lawrence              | Großbritannien | 55,70 s | 4      | 56,24 s | 3      | 1:51,94 min |
| 5    | Christoph Hafer Tobias Schneider       | Deutschland    | 55,90 s | 5      | 56,35 s | 4      | 1:52,25 min |
| 6    | Timo Rohner Luca Rolli                 | Schweiz        | 56,10 s | 6      | 56,37 s | 6      | 1:52,47 min |
| 7    | Emīls Cipulis Matīss Miknis            | Lettland       | 56,10 s | 6      | 56,74 s | 12     | 1:52,84 min |
| 8    | Patrick Baumgartner Robert Mircea      | Italien        | 56,30 s | 9      | 56,61 s | 10     | 1:52,91 min |
| 8    | Romain Heinrich Dorian Hauterville     | Frankreich     | 56,42 s | 11     | 56,49 s | 7      | 1:52,91 min |
| 10   | Mihai Țentea Ciprian Daroczi           | Rumänien       | 56,54 s | 13     | 56,49 s | 7      | 1:53,03 min |
| 11   | Dominik Dvořák Jáchym Procházka        | Tschechien     | 56,50 s | 12     | 56,61 s | 10     | 1:53,11 min |
| 12   | Cédric Follador Andreas Haas           | Schweiz        | 56,61 s | 14     | 56,52 s | 9      | 1:53,13 min |
| 13   | Markus Treichl Sebastian Mitterer      | Österreich     | 56,41 s | 10     | 56,91 s | 14     | 1:53,32 min |
| 14   | Mattia Variola Delmas Obou             | Italien        | 56,11 s | 8      | 57,22 s | 15     | 1:53,33 min |
| 15   | Jēkabs Kalenda Ivo Kleinbergs          | Lettland       | 56,68 s | 15     | 56,86 s | 13     | 1:53,54 min |
| 16   | Adam Dobeš Dominik Záleský             | Tschechien     | 57,02 s | 16     | 57,62 s | 16     | 1:54,64 min |
| 17   | Dražen Silić Mario Starek              | Kroatien       | 57,68 s | 17     | 58,10 s | 17     | 1:55,78 min |

#### Viererbob
| Rang | Athlet                                                            | Nation         | Lauf 1  | Lauf 1 | Lauf 2  | Lauf 2 | Gesamt      |
| Rang | Athlet                                                            | Nation         | Zeit    | Rang   | Zeit    | Rang   | Zeit        |
| ---- | ----------------------------------------------------------------- | -------------- | ------- | ------ | ------- | ------ | ----------- |
| 1    | Brad Hall Arran Gulliver Taylor Lawrence Greg Cackett             | Großbritannien | 54,56 s | 1      | 54,76 s | 1      | 1:49,32 min |
| 2    | Francesco Friedrich Thorsten Margis Candy Bauer Felix Straub      | Deutschland    | 54,58 s | 2      | 54,83 s | 2      | 1:49,41 min |
| 3    | Michael Vogt Cyril Bieri Alain Knuser Sandro Michel               | Schweiz        | 54,66 s | 3      | 54,88 s | 3      | 1:49,54 min |
| 4    | Johannes Lochner Florian Bauer Erec Bruckert Christian Rasp       | Deutschland    | 54,68 s | 4      | 55,07 s | 6      | 1:49,75 min |
| 5    | Markus Treichl Markus Sammer Sascha Stepan Kristian Huber         | Österreich     | 54,84 s | 6      | 54,99 s | 4      | 1:49,83 min |
| 6    | Christoph Hafer Michael Salzer Kevin Korona Tobias Schneider      | Deutschland    | 54,84 s | 6      | 55,03 s | 5      | 1:49,87 min |
| 7    | Emīls Cipulis Dāvis Spriņģis Matīss Miknis Krists Lindenblats     | Lettland       | 54,82 s | 5      | 55,36 s | 7      | 1:50,18 min |
| 8    | Mihai Țentea Ciprian Daroczi Mihai Pacioianu George Iordache      | Rumänien       | 55,21 s | 8      | 55,55 s | 10     | 1:50,76 min |
| 9    | Cédric Follador Gregory Jones Dominik Hufschmid Luca Rolli        | Schweiz        | 55,30 s | 9      | 55,52 s | 9      | 1:50,82 min |
| 10   | Patrick Baumgartner Eric Fantazzini Robert Mircea Lorenzo Bilotti | Italien        | 55,40 s | 11     | 55,47 s | 8      | 1:50,87 min |
| 11   | Dominik Dvořák David Bureš Jáchym Procházka Dominik Záleský       | Tschechien     | 55,38 s | 10     | 55,56 s | 11     | 1:50,94 min |
| 12   | Jēkabs Kalenda Arnis Bebrišs Lauris Kaufmanis Mareks Lazdāns      | Lettland       | 55,49 s | 12     | 55,63 s | 12     | 1:51,12 min |
| 13   | Timo Rohner Fabian Wäschle Maruan Giumma Mathieu Hersperger       | Schweiz        | 55,82 s | 13     | 55,69 s | 13     | 1:51,51 min |
| 14   | Mattia Variola Riccardo Ragazzi Fabio Batti Delmas Obou           | Italien        | 56,38 s | 14     | 55,75 s | 14     | 1:52,13 min |
| 15   | Adam Dobeš Michal Dobeš Aleš Svoboda Ondřej Hrazdil               | Tschechien     | 56,43 s | 15     | 56,73 s | 15     | 1:53,16 min |

### Frauen

#### Monobob
| Rang | Athlet             | Nation      | Lauf 1      | Lauf 1 | Lauf 2      | Lauf 2 | Gesamt      |
| Rang | Athlet             | Nation      | Zeit        | Rang   | Zeit        | Rang   | Zeit        |
| ---- | ------------------ | ----------- | ----------- | ------ | ----------- | ------ | ----------- |
| 1    | Laura Nolte        | Deutschland | 1:00,79 min | 1      | 1:00,34 min | 1      | 2:01,13 min |
| 2    | Andreea Grecu      | Rumänien    | 1:01,19 min | 2      | 1:01,26 min | 3      | 2:02,45 min |
| 3    | Kim Kalicki        | Deutschland | 1:01,32 min | 4      | 1:01,21 min | 2      | 2:02,53 min |
| 4    | Melanie Hasler     | Schweiz     | 1:01,28 min | 3      | 1:01,41 min | 4      | 2:02,69 min |
| 5    | Martina Fontanive  | Schweiz     | 1:02,00 min | 5      | 1:02,29 min | 5      | 2:04,29 min |
| 6    | Georgeta Popescu   | Rumänien    | 1:02,45 min | 6      | 1:02,67 min | 7      | 2:05,12 min |
| 7    | Viktória Čerňanská | Slowakei    | 1:02,72 min | 7      | 1:02,50 min | 6      | 2:05,22 min |
| DNF  | Lisa Buckwitz      | Deutschland | 1:03,20 min | 8      | DNS         | DNS    | –           |

#### Zweierbob
| Rang | Athlet                             | Nation      | Lauf 1      | Lauf 1 | Lauf 2  | Lauf 2 | Gesamt      |
| Rang | Athlet                             | Nation      | Zeit        | Rang   | Zeit    | Rang   | Zeit        |
| ---- | ---------------------------------- | ----------- | ----------- | ------ | ------- | ------ | ----------- |
| 1    | Laura Nolte Neele Schuten          | Deutschland | 57,63 s     | 1      | 57,18 s | 1      | 1:54,81 min |
| 2    | Melanie Hasler Nadja Pasternack    | Schweiz     | 57,79 s     | 3      | 57,57 s | 2      | 1:55,36 min |
| 3    | Kim Kalicki Anabel Galander        | Deutschland | 57,70 s     | 2      | 57,72 s | 3      | 1:55,42 min |
| 4    | Andreea Grecu Teodora Vlad         | Rumänien    | 57,88 s     | 4      | 58,07 s | 4      | 1:55,95 min |
| 5    | Viktória Čerňanská Lucia Mokrášová | Slowakei    | 58,98 s     | 6      | 58,55 s | 5      | 1:57,53 min |
| 6    | Georgeta Popescu Antonia Sârbu     | Rumänien    | 58,94 s     | 5      | 59,05 s | 6      | 1:57,99 min |
| DNF  | Martina Fontanive Mara Morell      | Schweiz     | 1:08,31 min | 7      | DNS     | DNS    | DNS         |
| DNS  | Lisa Buckwitz Kira Lipperheide     | Deutschland | DNS         | DNS    | DNS     | DNS    | DNS         |

## Skeleton

### Männer
Bei den Männern gingen 15 Athleten aus neun Nationen an der Start. Zusätzlich starteten weitere neun Sportler aus vier Nationen außerhalb der Europameisterschaft im Zuge des IBSF Weltcups. Der Start des ersten Laufes wurde auf 11:34 Uhr, der des zweiten Laufen auf 13:17 Uhr terminiert. Titelverteidiger und Rekordeuropameister Martins Dukurs, der bei den letzten 13 Europameisterschaften zwölfmal Gold und einmal Silber gewann, trat nicht mehr an.
Neuer Europameister wurde Matt Weston aus Großbritannien, der durch einen starken ersten Lauf einen deutlichen Vorsprung herausfuhr. Die beiden Deutschen, Christopher Grotheer und Axel Jungk blieben im zweiten Lauf als einzige des gesamten Wettkampftages unter 57 Sekunden. Sie konnten ihre Platzierungen aus dem ersten Lauf damit jedoch nicht verbessern und sicherten sich Silber und Bronze.
| Rang | Athlet                  | Nation         | Lauf 1  | Lauf 1 | Lauf 2  | Lauf 2 | Gesamt      |
| Rang | Athlet                  | Nation         | Zeit    | Rang   | Zeit    | Rang   | Zeit        |
| ---- | ----------------------- | -------------- | ------- | ------ | ------- | ------ | ----------- |
| 1    | Matt Weston             | Großbritannien | 57,15 s | 1      | 57,01 s | 3      | 1:54,16 min |
| 2    | Christopher Grotheer    | Deutschland    | 57,52 s | 2      | 56,99 s | 2      | 1:54,51 min |
| 3    | Axel Jungk              | Deutschland    | 57,67 s | 3      | 56,87 s | 1      | 1:54,54 min |
| 4    | Marcus Wyatt            | Großbritannien | 57,90 s | 4      | 57,11 s | 4      | 1:55,01 min |
| 5    | Craig Thompson          | Großbritannien | 58,02 s | 6      | 57,59 s | 5      | 1:55,61 min |
| 6    | Mattia Gaspari          | Italien        | 57,95 s | 5      | 57,84 s | 8      | 1:55,79 min |
| 6    | Alexander Schlintner    | Österreich     | 58,09 s | 7      | 57,70 s | 6      | 1:55,79 min |
| 8    | Felix Keisinger         | Deutschland    | 58,10 s | 8      | 57,78 s | 7      | 1:55,88 min |
| 9    | Florian Auer            | Österreich     | 58,28 s | 9      | 57,90 s | 10     | 1:56,18 min |
| 10   | Wladyslaw Heraskewytsch | Ukraine        | 58,57 s | 11     | 57,89 s | 9      | 1:56,46 min |
| 11   | Rasmus Johansen         | Dänemark       | 58,69 s | 13     | 58,41 s | 11     | 1:57,10 min |
| 12   | Lucas Defayet           | Frankreich     | 58,55 s | 10     | 58,57 s | 13     | 1:57,12 min |
| 13   | Basil Sieber            | Schweiz        | 58,63 s | 12     | 58,53 s | 12     | 1:57,16 min |
| 14   | Manuel Schwärzer        | Italien        | 58,90 s | 14     | – a     | – a    |             |
| 15   | Colin Freeling          | Belgien        | 59,69 s | 15     | – a     | – a    |             |

### Frauen
Bei den Frauen waren 13 Athletinnen aus neun Nationen im Starterfeld. Zusätzlich starteten weitere zehn Pilotinnen aus fünf Nationen außerhalb der Europameisterschaft im Zuge des IBSF Weltcups. Der Start des ersten Laufes wurde auf 15:32 Uhr, der des zweiten Laufes auf 17:02 Uhr angesetzt.
| Rang | Athlet               | Nation         | Lauf 1      | Lauf 1 | Lauf 2  | Lauf 2 | Gesamt      |
| Rang | Athlet               | Nation         | Zeit        | Rang   | Zeit    | Rang   | Zeit        |
| ---- | -------------------- | -------------- | ----------- | ------ | ------- | ------ | ----------- |
| 1    | Tina Hermann         | Deutschland    | 58,34 s     | 1      | 58,18 s | 1      | 1:56,52 min |
| 2    | Janine Flock         | Österreich     | 58,51 s     | 2      | 58,63 s | 3      | 1:57,14 min |
| 3    | Susanne Kreher       | Deutschland    | 58,57 s     | 3      | 58,58 s | 2      | 1:57,15 min |
| 4    | Kimberley Bos        | Niederlande    | 59,02 s     | 4      | 58,79 s | 4      | 1:57,81 min |
| 5    | Brogan Crowley       | Großbritannien | 59,21 s     | 7      | 58,89 s | 5      | 1:58,10 min |
| 6    | Anna Fernstädt       | Tschechien     | 59,21 s     | 7      | 58,93 s | 6      | 1:58,14 min |
| 7    | Hannah Neise         | Deutschland    | 59,16 s     | 6      | 59,05 s | 8      | 1:58,21 min |
| 8    | Alessandra Fumagalli | Italien        | 59,06 s     | 5      | 59,36 s | 9      | 1:58,42 min |
| 9    | Valentina Margaglio  | Italien        | 59,46 s     | 9      | 59,03 s | 7      | 1:58,49 min |
| 10   | Agathe Bessard       | Frankreich     | 59,68 s     | 10     | 59,36 s | 9      | 1:59,04 min |
| 11   | Aline Pelckmans      | Belgien        | 1:00,85 min | 11     | – a     | – a    |             |
| 12   | Katharina Eigenmann  | Liechtenstein  | 1:01,27 min | 12     | – a     | – a    |             |
| DNS  | Laura Deas           | Großbritannien | –           | –      | –       | –      | –           |

## Medaillenspiegel
| Platz  | Land           | Gold | Silber | Bronze | Gesamt |
| ------ | -------------- | ---- | ------ | ------ | ------ |
| 1      | Deutschland    | 4    | 2      | 5      | 11     |
| 2      | Großbritannien | 2    | –      | –      | 2      |
| 3      | Schweiz        | –    | 2      | 1      | 3      |
| 4      | Österreich     | –    | 1      | –      | 1      |
| 4      | Rumänien       | –    | 1      | –      | 1      |
| Gesamt | Gesamt         | 6    | 6      | 6      | 18     |